# Jez Tucurui
Jez Tucurui  (portugalsko Tucuruí, Tucurui iz jezika Tupi pomeni »voda kobilice«) je betonski gravitacijski jez na reki Tokantins v zvezni državi Pará, Brazilija. Je prvi veliki jez za hidroelektrarno v brazilski Amazoniji. Glavni namen jezu je proizvodnja hidroelektrične energije in plovba. Gre za prvi obsežen projekt hidroelektrarn v brazilskem amazonskem pragozdu. Inštalirana moč s 25 enotami je 8370 megavatov. Gradnja prve faze se je začela leta 1980 in končala leta 1984, medtem ko se je druga faza začela leta 1998 in končala leta 2010. Jez je bil prikazan v filmu The Emerald Forest iz leta 1985.
Jez je visok 78 metrov in dolg 6,9 kilometra. Celotna dolžina jezi z zemeljskimi nasipi je 12,515 km. Akumulacijsko jezero ima površino 2850 km2 z volumnom vode 45 km³.

## Ozadje in zgodovina
Začetno rekognosciranje reke Tocantins sta leta 1964 izvedla Urad ZDA za melioracijo in USAID. Leta 1968 je bil ustanovljen Odbor za usklajevanje energetskih študij Amazonije, ki je leta 1969 začel s študijami hidroelektrarn. Preden se je odbor zaprl, je Eletrobrás naročil nadaljnje študije, imenovane Tocantins Studies o celotnem porečju reke Tocantins. Leta 1973 so brazilskega predsednika Emília Médicija prosili, naj dodeli sredstva za jez na Tocantinsu. Na voljo sta bili dve možnosti: jez Tucuruí in jez Santo Antonio (ki ni povezan s trenutnim projektom jezu Santo Antonio na reki Madeira). Leta 1973 je konzorcij Engevix-Ecotec izvedel študije izvedljivosti in jez Santo Antonio je bil leta 1974 zavrnjen. Kasneje leta 1974 je bil jez Tucuruí odobren med administracijo predsednika Ernesta Geisela.
Jez je bil zgrajen predvsem kot vir hidroelektrične energije in drugič za plovbo med zgornjim in spodnjim tokom reke Tocantins. Električna energija je bila in je predvsem dobavljena industrijskim interesom iz industrije aluminija, kot je brazilska Companhia Vale do Rio Doce. Koristi bi imele tudi skupnosti v severovzhodni Braziliji, kot so Belém, São Luiz, Marabá in pozneje vzhodna Amazonija. Svetovna banka je zavrnila financiranje jezu in večino sredstev so zagotovili Eletronorte in brazilske ustanove, kot so Eletrobrás, BNH, Banco do Brasil, Caixa Econômica Federal in FINAME. Manjši del sredstev so prispevale kanadske, evropske in ameriške institucije. Leta 1975 je bil konzorcij, ki sta ga oblikovala brazilski podjetji Engevix in Themag, najet za pripravo osnovnih in izvedbenih načrtov. Leta 1976 je Camargo Correa zmagal na ponudbi za gradnjo jezu.

## Gradnja

### I. faza
Gradnja I. faze se je začela 24. novembra 1975. I. faza je zahtevala izgradnjo glavnega jezu, njegovih nasipov, strojnice, preliva in zgornjega dela navigacijskih zapornic. 1. februarja 1977 so na kraju samem začeli z betoniranjem, septembra 1978 pa s preusmeritvijo reke. 6. septembra 1984 se je začel polniti rezervoar in 206 dni kasneje je bil v normalnem bazenu. Gradnja je bila končana 10. novembra 1984 s 3 leti zaostanka. Navigacijska zapora, ki je del zasnove jezu, je bila med I. fazo dokončana le delno, le z zgornjim delom. Stroški gradnje so bili predvideni za 3,6 milijarde dolarjev, vendar so do konca gradnje narasli na več kot 5,5 milijarde. Vključno z obrestmi med gradnjo so skupni stroški prve faze znašali 7,5 milijarde dolarjev. Do leta 1999 je prva faza v povprečju proizvedla 21.428 teravatnih ur električne energije na leto.

### Faza II
Gradnja 1,35 milijarde USD vredne faze II se je začela junija 1998. Ta faza je zahtevala gradnjo nove elektrarne za Francisove turbine 11 x 375 MW in dokončanje sistema navigacijske zapore. Nova strojnica je levo od stare, zapornice pa na severni strani stebrov jezu. Druga faza naj bi bila dokončana leta 2006, vendar je zamujala. Druga strojnica je bila dokončana aprila 2007, vendar je gradnja navigacijskih zapornic zamujala.

## Zainteresirane strani

### Eletrobras
Eletrobras je brazilsko hidroelektrarno podjetje s sedežem v Riu de Janeiru.] Električno podjetje v 52-odstotni državni lasti proizvede dovolj energije za približno tretjino letne porabe energije v Braziliji.

### Aktivisti proti jezu
Protesti proti gradnji jezu in njegovemu nadaljnjemu delovanju so se vrstili vse od objave projekta. Medtem ko so protesti proti jezu posledica množice pomislekov, je bila glavna skrb aktivistov v tem primeru razselitev posameznikov zaradi gradnje in delovanja jezu. Jez Tucuruí je razselil 32.000 ljudi in popolnoma izbrisal nekatere skupnosti. Najbolj zloglasna protestnica proti jezu, Dilma Ferreira Silva, je bila brutalno umorjena 22. marca 2019. Njen mož in prijatelj sta umrla skupaj z njo. Silva je bila odločna zagovornica tropskih zajezitev, delala je kot regionalna koordinatorka za Gibanje ljudstev, ki so jih prizadeli jezovi, in veliko svojega časa je porabila za razkrivanje dejstva, da čeprav je hidroelektrarna hvaljena kot trajnostni vir energije, lokacija jezu Tucuruí ni bil okolju prijazen.

### Domorodna ljudstva
Pred izgradnjo jezu je bilo poljedelstvo in rudarstvo, ki sta ga podpirala zemljišča, ki jih je jez poplavil, glavni način življenja ljudstev, kot so Parakan, Asurini in ParkatÍjÍ. Preden se je začela gradnja jezu, je bila izvedena študija za analizo vpliva, ki bi ga projekt imel na lokalne skupnosti, v kateri je bilo ugotovljeno, da 900 ton od 1500 ton rib, na katere so se te skupnosti zanašale za preživetje, ne bo več dostopnih. Brez delovanja v brazilski družbi so bila ta plemena odvisna od drugih, ki so zagovarjali njihove potrebe. To se seveda ni zgodilo.

## Protesti

### 2007 Zasedba tovarne Tucuruí
Leta 2007 je niz uličnih demonstracij, ki so jih organizirali Gibanje prizadetih ljudi, Movimento dos Trabalhadores Rurais Sem Terra in Via Campesina, povzročilo, da so protestniki dva dni zasedli tovarno Tucuruí. Okupacija je povzročila majhno zmago za protestnike, saj so se vladni uradniki strinjali, da se bodo sestali s predstavniki, če bo gibanje jezu vplivalo na ljudi, da bodo končali protest.

### Zasedba ranča Piratininga
Leta 2007 je Movimento dos Trabalhadores Rurais Sem Terra zasedlo ranč v Piratiningi v São Paulu kot protest proti uničenju zemlje zaradi gradnje jezu Tucuruí. S postopkom, imenovanim grilagem (kar iz portugalščine pomeni 'grabljenje zemlje'), ki bi ga lahko primerjali z bolj nasilno obliko pridobivanja pravic skvoterjev v drugih državah, je protestnikom uspelo zavzeti zemljo.

## Ekosistemske posledice v povezavi z jezom Tucuruí
Izraz ekosistemske posledice se nanaša na različne koristi, ki jih ekološka regija nudi človeštvu. Gradnja jezu Tucuruí je ogrozila ali uničila številne ekosistemske storitve, ki jih je regija zagotavljala pred izgradnjo jezu hidroelektrarne.

### Posledice na področju kulture/ dediščine
Posledice na področju kulture/dediščine so tiste, ki prispevajo k uspehu kulture in načina življenja določene skupnosti. Pred gradnjo jezu je bila identiteta več domorodnih skupin vezana na območje reke Tocantins v brazilski zvezni državi Pará, ki naj bi jo uničil jez. Od izgradnje jezu so bili številni avtohtoni rezervati, kot so Parakanã, Pucuruí in Montanha, poplavljeni, rezervati Mãe Maria, Trocará, Krikati in Cana Brava pa so bili prerezani z daljnovodi.

### Posledice na habitat
Medtem ko se posledice kulturne/dediščine nanašajo na prostore, v katerih živijo ljudje, se posledice na habitate nanašajo predvsem na živali. Reka je bila nekoč dom 280 vrstam rib, vendar je ostalo le 178 vrst. Poleg tega se ne pričakuje, da vodni sesalci, kot so morske krave, rečni delfini in amazonski delfini, ki so nekoč cveteli v regiji, ne bodo preživeli prelivov in drugih vplivov, ki jih je povzročil jez, kar ogroža nadaljnji uspeh teh vrst.
Po dokončanju jezu je območje, v katerem je zajezitev, doživelo evtrofikacijo, proces, v katerem so tla postala preveč bogata s hranili, zaradi česar so postala gojišče za komarje, ki prenašajo malarijo, in posledično idealen habitat za prekomerno rast vodnih rastlin.

### Posledice na porečje/sladko vodo
Porečje reke Tocantins je bilo zgodovinsko gledano pomembna dostopna točka za sladko vodo za ljudi in živali, ki živijo v regiji. Zaradi gradnje pa je bila kakovost vode v porečju reke Tocantins ogrožena zaradi odvajanja industrijskih odplak, ostankov kmetijske uporabe in odlaganja neobdelanih odplak.

## Jez
Glavni del jezu Tucuruí je 78 metrov visok in 6,9 kilometra dolg betonski gravitacijski jez. Dodatek nasipov Mojú in Caraipé poveča skupno dolžino na 12.515 metrov. Servisni preliv tipa Creager glavnega jezu je drugi največji na svetu z največjo zmogljivostjo 110.000 kubičnih metrov na sekundo. Nadzoruje ga 20 zapornic, ki merijo 20 x 21 metrov.

### Rezervoar
Rezervoar, ki ga zajezi jez, ima kapaciteto 45 kubičnih kilometrov z živo prostornino 32 kubičnih kilometrov.

### Objekti
405 krat 58 metrov velika strojnica prve faze je betonska in je opremljena z dovodom in cevi. Elektrarna faze I vsebuje 12 x 350 MW Francisovih turbinskih generatorjev. Pomožni vodni zajem in pomožna strojnica sta tudi 2 x 22,5 MW generatorja.

### Zapornice
Jez je zasnovan tako, da podpira dve 210 krat 33 metrov široki navigacijski zapornici.

## Vpliv
Jez Tucuruí je oskrboval z energijo 13 milijonov ljudi, 60 % energije pa se prenaša v industrije, ki ustvarjajo nekaj manj kot 2000 delovnih mest. V zgodnjih 1980-ih je bilo iz območja bodočega rezervoarja odseljenih med 25.000 in 35.000 ljudi. Vlada je preselila 14.000 ljudi. 3750 od teh ljudi se je preselilo na nove otoke, ki jih je ustvaril akumulacijski rezervoar in nimajo ustrezne infrastrukture. Gradnja jezu je pritegnila migrante, kar je skupaj z akumulacijo močno povečalo število obolelih za malarijo in aidsom. Zaključek I. faze leta 1984 je privedel do velike brezposelnosti med 20.000 zaposlenimi in posledične migracije s tega območja. Poplavljeno območje je v ekoregiji vlažnih gozdov Tocantins-Araguaia-Maranhão, ki je najbolj degradirana v regiji Amazonije. Splošni velik dotok ljudi na to območje je povzročil krčenje gozdov in negativne posledice povečane živinoreje. Naraščanje prebivalstva je obremenilo tudi obstoječo infrastrukturo ali njeno pomanjkanje.